# Albarkanyene
Albarkanyene (franska: Albarkanyene (CR), Albarkanyene (Commune Rurale), arabiska: افسو) är en kommun i Marocko.   Den ligger i provinsen Nador och regionen Oriental, i den nordöstra delen av landet, 400 km öster om huvudstaden Rabat. Antalet invånare är 1 619.